# Pere Llosas i Badia
Pere Llosas i Badia (Olot, 12 de maig de 1870 - 28 de novembre de 1955), fou un banquer i polític català, diputat a les Corts Espanyoles durant la Restauració borbònica.

## Biografia
El seu pare i el seu oncle eren comerciants de teixits. La seva mare, Rosa Badia i Trull, era natural de Sallent. El 1890 es llicencià en filosofia i lletres a la Universitat de Barcelona. El 1895 constitueix el banc Llosas, Escubós i Puigmitjà, que el 1920 comença una fusió amb el Banco Hispano Americano. Es va casar amb Anna Serrat-Calvó a Olot el 1893 i van tenir sis fills.
Fou regidor de l'Ajuntament d'Olot del 1897 al 1901, i diputat de la diputació de Girona de 1903 a 1907. Membre del Cercle Tradicionalista d'Olot i militant de la Comunió Tradicionalista, fou diputat a les Corts espanyoles el 1907 (dins les llistes de la Solidaritat Catalana), el 1910, el 1914 i el 1916. En 1917 va dimitir arran que el seu partit no va acceptar la seva participació en l'Assemblea de Parlamentaris.
Tot i que durant molts anys s'oposà al règim de la Restauració, l'any 1921 va acceptar el nomenament de governador civil de les Illes Balears, la qual cosa va sorprendre a molts tradicionalistes catalans. Va exercir aquest càrrec del 29 d'octubre de 1921 a l'11 d'abril de 1922. Durant la dictadura de Primo de Rivera, el 20 de gener de 1924 fou nomenat president de la Diputació de Girona i conseller de la Mancomunitat de Catalunya. Ocuparia el càrrec fins al 5 de maig de 1925. També fou governador civil de la Corunya el 1925-1926. L'any 1926 fou novament governador de les Illes. Durant la Segona República Espanyola es va mantenir apartat de la política. Tot i que va veure amb bons ulls el cop d'estat del 18 de juliol de 1936, no hi participà activament. Una part del seu fons documental es conserva a l'Arxiu Comarcal de la Garrotxa.

## Obra
- Verdader concepte de la democràcia cristiana (1902).